# Park Narodowy Corcovado (Kostaryka)
Park Narodowy Corcovado – park narodowy zlokalizowany na półwyspie Osa w Kostaryce. Został założony w 1975 i zajmuje obszar 424 km². Jest to jeden z największych parków w Kostaryce i obejmuje swoją powierzchnią 1/3 całego półwyspu. Według National Geographic park jest najbardziej biologicznie intensywnym miejscem na Ziemi. Swoją intensywność biologiczną park zawdzięcza zróżnicowaniu wysokości (od 0–745 m), co przenosi się na różnorodność roślinności i tym samym zwierząt. Park wyróżnia się jednym z największych nietkniętych wilgotnych lasów tropikalnych Ameryki Środkowej. W centralnej części parku znajduje się jezioro Corcovad.

## Historia

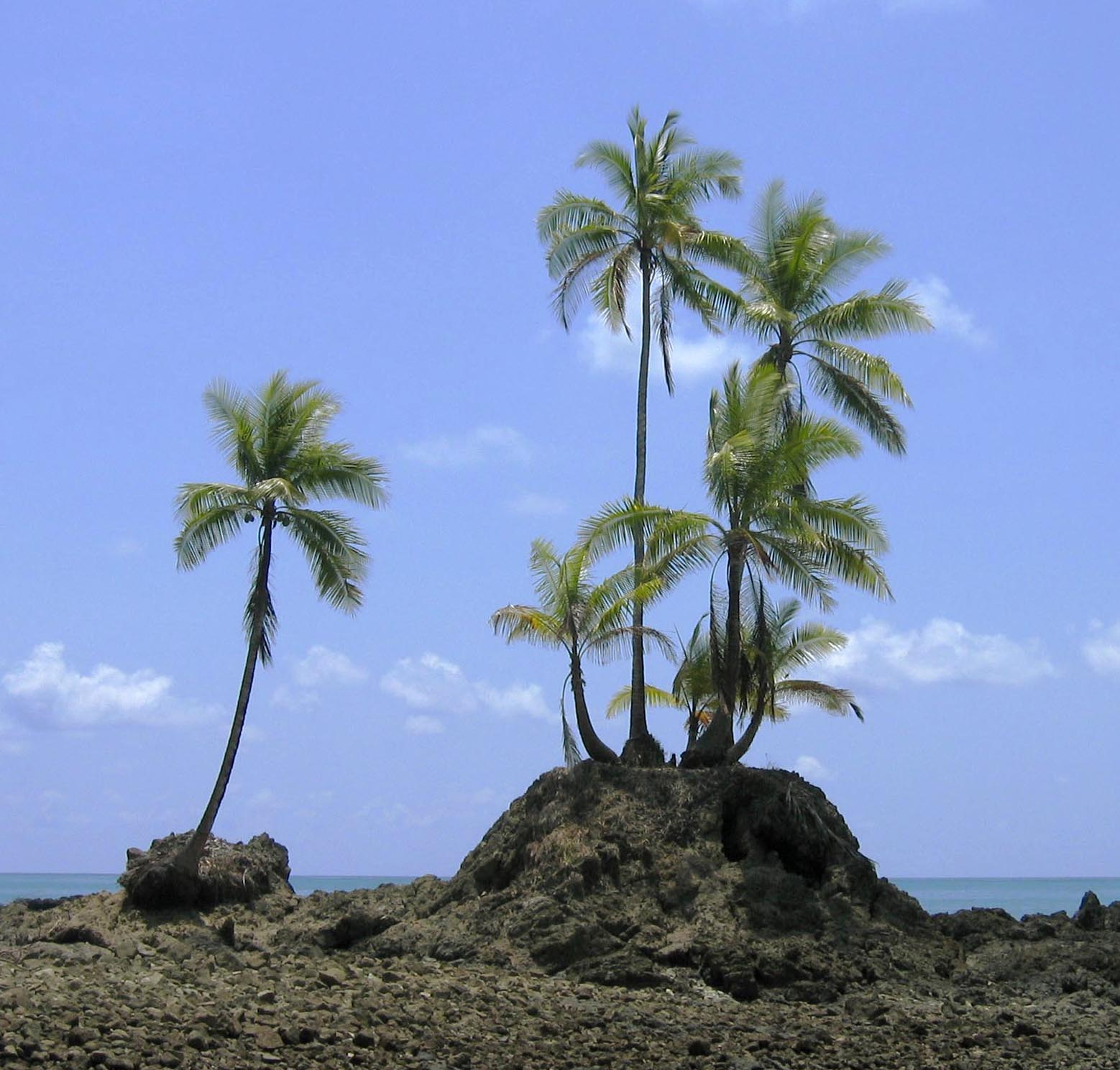
Palmy występujące w parku

Ogromny potencjał przyrodniczy tego obszaru został dostrzeżony w latach 70. XX wieku i to wtedy zaczęto starania mające na celu utworzenie parku. Pomijając aspekty finansowe zadania nie ułatwiały obfite w złoto tereny, które przyciągały poszukiwaczy tego kruszcu. Dodatkowo na początku lat 70. na terenach parku zaczęli osiedlać się mieszkańcy. Ponadto część terenów przyszłego parku należała do firmy zajmującej się handlem drzewem.  Ostatecznie jednak wszystkie te problemy (przynajmniej na jakiś czas) udało się rozwiązać i zgodnie z dekretem prezydenta Kostaryki Daniela Odubera 31 października 1975 został utworzony Narodowy Park Corcovado, na terenie którego zabroniono masowego wyrębu drzew oraz polowań. Między innymi dzięki temu Daniel Oduber otrzymał nagrodę Alberta Schweitzera z Animal Welfare Institute za działania na rzecz ochrony przyrody.

## Klimat
Średnia roczna suma opadów szacowana jest na 3000–3800 mm na nizinach, 4000–5000 mm na wyższych obszarach oraz do 5500–6000 mm w najwyższych częściach parku. Sezon deszczowy trwa 9 miesięcy od listopada do września, przez co gleba jest całkowicie nasycona wodą prawie przez cały rok. Pora sucha trwa od grudnia do stycznia lub marca z zaledwie kilkoma dniami deszczowymi. Średnia temperatura wynosi około 26 °C i od 21 °C do 23 °C w wyższych partiach.

## Flora i fauna
W parku znajduje się największa pierwotna dżungla na północ od dorzecza Amazonki, a półwysep Osa, na którym park jest położony, zawiera 2,5% różnorodności biologicznej całej planety. Można w nim wyróżnić co najmniej 8 ekosystemów, 4000-5000 gatunków roślin naczyniowych, oprócz tego naliczono około 500 gatunków drzew. Do roślin i drzew występujących w parku zaliczają się między innymi: Anacardium excelsum, gorzkla właściwa, Hernandia didymantha, puchowiec pięciopręcikowy, Bursera simaruba, smaczliwka, Byrsonima crassifolia.
Wśród zwierząt można wyróżnić następującą liczbę gatunków:
| Rodzaj           | Liczba gatunków |
| ---------------- | --------------- |
| Ssaki            | 140             |
| Ptaki            | więcej niż 400  |
| Ryby słodkowodne | 10              |
| Gady             | 71              |
| Płazy            | 46              |
| Owady            | 8000            |

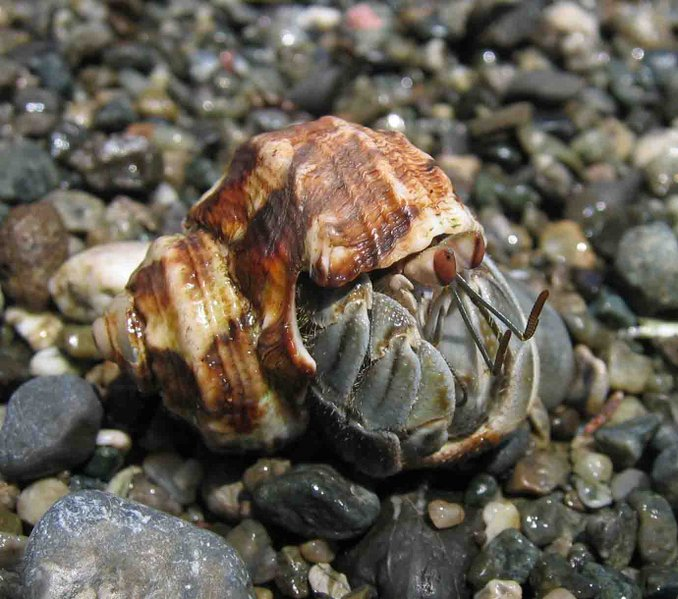
Pustelnik

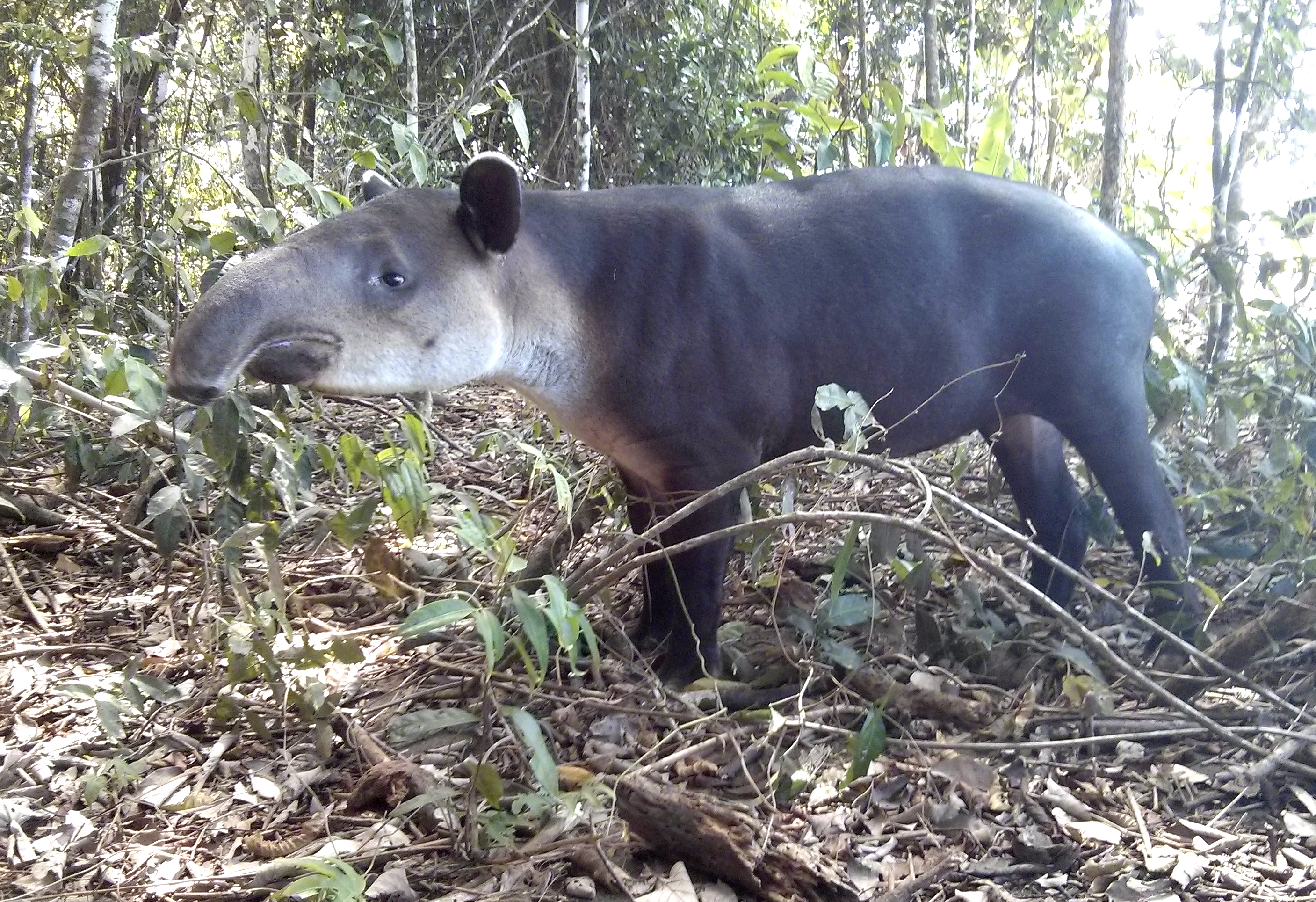
Tapir

Wyszczególniając tylko niektóre zwierzęta parku:
Ssaki
- saimiri, wyjec płaszczowy
- margaj, jaguar, jaguarundi, ocelot, ocelot tygrysi
- agouti

Ptaki
- arasari obrożny, czapla zielona, pustelnik długosterny, ara żółtoskrzydła, cukrzyk

Gady
- kajman okularowy, krokodyl amerykański, żółw skórzasty, bazyliszki, boa dusiciel

Płazy
- ropucha olbrzymia, Lithobates warszewitschii z rodzaju Lithobates

Owady
- błonkoskrzydłe, muchówki, cykadowate, mrówkowate (w tym z rodzaju Acromyrmex), motyle (w tym oczennicowate, Morphinae z rodziny rusałkowatych oraz takie gatunki jak Eurybia patrona persona, Castilia ofella czy Eurytides dioxippus lacandones)[8].

## Zagrożenia dla parku
Park od początku istnienia boryka się z problemami wynikającymi z wydobywania złota, kłusownictwa oraz wycinki drzew.
Gorączki złota w latach 30. oraz 60. XX wieku i kolejna już po utworzeniu parku na przełomie lat 70. i 80. odcisnęły się w znaczącym stopniu na przyrodzie parku. Ostatecznie w 1986 rząd zakazał jakiegokolwiek wydobycia na terenach parku narodowego i wysiedlił wszystkich górników z tych terenów. Doprowadziło to do kilkunastoletnich sądowych potyczek o odszkodowania. Park jednak nigdy nie pozbył się tego problemu, w 1994 został nawet zamknięty na kilka miesięcy ze względu na plagę nielegalnych kopalń złota. Do dziś można spotkać nielegalne kopalnie na terenie parku odkryte dzięki patrolom powietrznym.
Dodatkowo w ostatnim czasie znacząco zmniejszył się budżet Corcovado, co przekłada się na problemy personalne i ma wpływ na skuteczność w likwidowaniu nielegalnych praktyk.